# 점성술과 천문학
점성술과 천문학은 고대에는 하나였고 같은 분야(라틴어: astrologia)였으며, 불과 서양의 17세기 철학("이성 시대") 때부터 점진적으로 구별되어 인식되었다.
18세기부터 그것들은 완전히 별개의 분야로 여겨지게 되었다. 지구 대기 너머에서 비롯된 객체와 현상을 연구하는 천문학은 과학이며 널리 연구되는 학과이다. 천구의 객체의 외견상 위치를 심리학과 미래 사건의 예언 그리고 밀교적 지식의 기본 원리로 사용하는 점성술은 과학이 아니며, 일반적으로 점술의 한 방식으로 한정된다.

## 개요

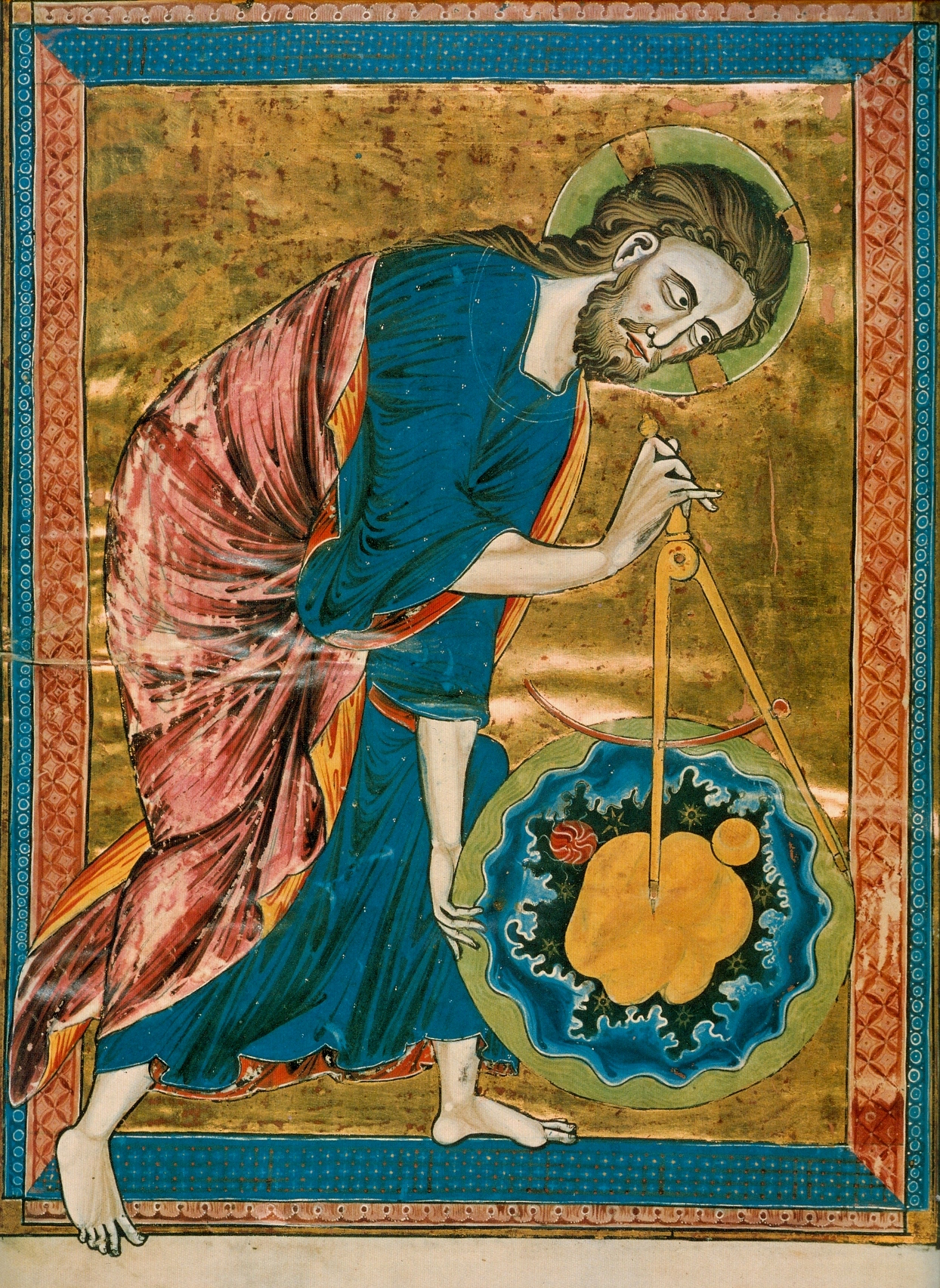
초기 과학 특히 기하학과 천문학 또는 점성술(아스트로노미아)는 대부분의 중세 학자에게 신과 연결되어 있었다. 이 13세기의 작품에 있는 컴퍼스는 많은 사람들이 본질적으로 원에서 볼 수 있는 완전한 신격 또는 완전함이 있다고 믿었던 창조 활동의 상징이다.

현대 이전 시대에, 대부분의 문화권은 두 분야를 모두 하나로 보고 그 사이에 명백한 구분을 두지 않아 왔다. 점성술로 유명한 고대 바빌로니아에서는 천체 현상의 예언가로서의 천문학자와 그것들의 해설자로서의 점성술사는 역할 구분이 없었다.: 이 두 가지의 모든 기능은 같은 사람에 의해서 수행되었다. 그러한 병행은 점성술과 천문학이 하나로 그리고 같은 것으로 여겨졌다는 의미가 아니다. 고대 그리스에서, 아낙시만드로스와 크세노파네스, 아낙시메네스 그리고 헤라클레이데스와 같은 소크라테스 이전의 철학자들은 항성과 행성의 본질과 실체에 대하여 추측했다. (플라톤과 동시대의) 에우독소스는 행성의 이동과 주기를 관찰했고 지구중심적 우주론의 체계를 정립했다. 그 체계는 아리스토텔레스가 수용했고 프톨레마이오스 때까지 일반적으로 유지되었다. 프톨레마이오스는 화성의 역행을 설명하기 위해서 주전원을 가산했다. 그러나, 기원전 250년경, 사모스의 아리스타르코스가 최초의 태양중심설 이론을 가정했는데, 하지만, 그 이론은 거의 2천년기 동안 재고되지 않았고, 아리스토텔레스의 지구중심적 체계가 선호되었다. 플라톤 학교는 철학의 일부로써의 천문학 연구를 촉진했다. 왜냐하면, 하늘의 움직임이 만물의 질서와 조화를 증명하기 때문이었다. 기원전 3세기에 바빌로니아의 점성술이 그리스에서 그 존재가 느껴지기 시작했다. 점성술은 학문적 회의론자인 카르네아데스와 중기 스토아학파의 파네티우스와 같은 헬레니즘 철학자들에게 비판을 받았다. 그러나, (모든 행성이 완전한 주기를 마치고 그것들의 상대적인 위치로 복귀하는 때인) 대년과 영원한 순환의 개념은 점술과 운명론을 가능하게 만든 스토아의 교의였다.
헬레니즘 세계에서, 그리스어 'astrologia(아스트롤로지아)'와 'astronomia(아스트로노미아)는 자주 혼용되었지만, 그것들이 개념상으로 같지는 않았다. 플라톤은 아스트로노미아에 대하여 가르쳤는데, 천체의 현상은 지구중심적 체계로 설명될 것을 규정했다. 첫 번째 해법은 에우독소스가 제안했다. 아리스토텔레스는 물리적 접근법을 선호했고 아스트롤로지아의 단어를 채택했다. 이심원과 주전원이 유용한 가설로 생각되었다. 더 일반적인 대중에게는 특징적인 원리가 분명하지 않았고 두 단어 중에서 어느쪽이든 수용성이 있었다. 바빌로니아의 천궁도 점성술을 뜻하는 단어로 특히 'apotelesma(아포텔레스마)'와 카라케가 사용되었지만, 그렇지 않으면 아리스토텔레스의 용어 아스트롤로지아에 포괄되었다.
세비야의 이시도르는 그의 작품 어원사전(Etymologiae)에서 용어 astronomy(천문학, 아스트로노미)와 astrology(점성술, 어스트랄러지) 사이에는 차이가 있음을 명백히 해두었고, 후일에 아랍의 작가들의 문헌들에서 그 차이점이 나타났다. 이시도르는 점성술 학과에서 얽힌 두 가닥을 동일한 것으로 간주하고 그것들을 자연적 점성술(astrologia naturalis)과 미신적 점성술(astrologia superstitiosa)이라 불렀다.
라틴어로 번역된 헬레니즘 점성가들과 아랍의 점성가들의 점성술 문헌들로 인해, 점성술은 중세 유럽에서 널리 수용되었다. 중세 후기, 그것의 수용 또는 거부는 유럽의 왕실에서 그것을 허가하는가에 달려 있었다. 프랜시스 베이컨 때가 되어서 점성술은 경험적 관찰보다 스콜라식 형이상학의 일부에 더 가깝다는 이유로 거부되었다. 서양에서 점성술과 천문학 사이의 더 결정적인 분열은 17세기와 18세기에 점성술이 더욱더 비술적 과학 또는 미신으로 여겨지게 되며, 점진적으로 일어나고 있었다. 오래도록 공유되어 왔던 그것들의 역사로 인해, 그것은 오늘날 까지도 때때로 또 다른 하나와 혼동되곤 한다. 그러나, 현대의 많은 점성가들이 점성술은 과학이 아니라고 주장하지만, 그것을 주역과 같은 점술의 한 방식이나 예술 또는 (신플라톤주의, 신이교주의, 신지학 그리고 힌두교와 같은 경향에 영향을 받은) 영적 신앙 체계의 일부로 여긴다.

## 구별되는 특성

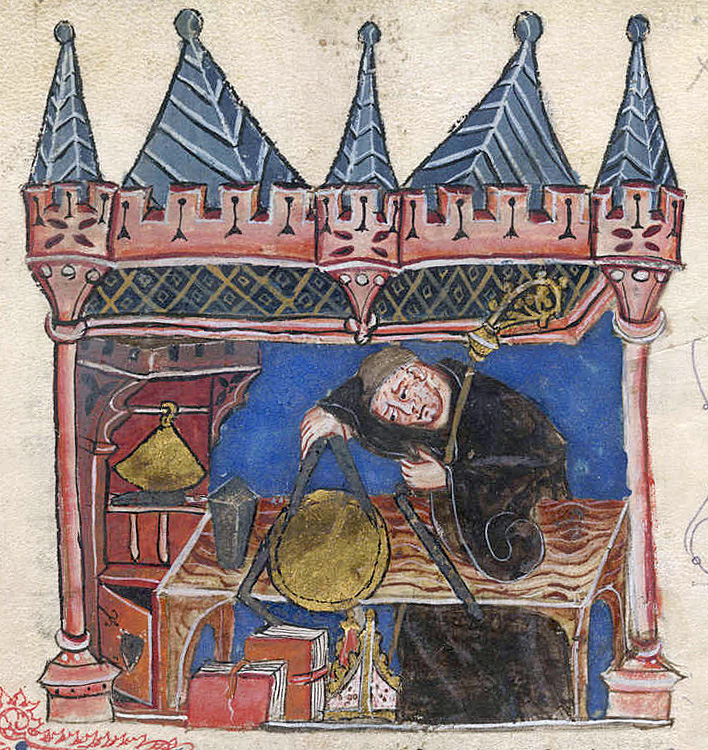
14세기의 작품에서 점성천문가 월링포드의 리처드가 컴퍼스로 행성정위의(equatorium)을 측정하는 것을 보여준다.

천문학의 근본 목적은 우주의 물리학을 이해하는 것이다. 점성가들은 황도를 따르는 천체의 배치를 위해서 천문학의 계산법을 사용하며, 천체 현상(점성술의 각, 별자리 위치)에 현세의 사건 그리고 인간사를 관련시키려 한다. 천문학자들은 일관되게 과학적 방법과 자연주의적 전제를 사용하며, 우주의 현상을 조사하거나 설명하는데 우주의 수학적 모형을 바탕으로 한 추론을 끌어낸다. 점성가들은 우주의 현상을 설명하기 위해 수치적 예측과 혼합된 민속적, 상징적 그리고 미신적 논리 뿐만 아니라, 그러한 신비주의적 또는 종교적 논리를 사용 사용한다. 점성가들에게는 과학적인 방법이 일관되게 사용되지 않는다.
천문학자들은 중심이 없으며 동적이고 빅뱅 이론에 의하면 외부로 팽창하는 우주를 추론하기 위해 과학적 방법을 채택해 오고 있는 반면, 점성가들은 지구중심적으로 그들의 분야를 실천하며, 우주를 조화롭고 불변하며 정적이라고 여긴다.
점성가들은 항성과 행성의 위치가 개인의 성격과 미래를 결정한다고 믿는다. 천문학자들은 실제의 항성과 행성을 연구하지만, 점성술 이론을 지지하는 어떠한 증거도 발견하지 못해왔다. 심리학자들은 성격을 연구하는데, 많은 성격 이론이 있지만, 그 분야에서 점성술을 기반으로 하는 주류적 이론은 없다.
점성가와 천문학자는 양쪽 모두 지구와 우주는 서로 (분리되지 않았지만 별개인) 하나의 우주(cosmos)로 연결되어 있다는 관점에서 우주의 필수 부분으로써의 지구를 바라본다. 그러나, 점성가들은 철학적이며 신비적으로 우주를 세속의 사건과 사람들의 개인의 삶에 활발히 영향을 주는 초자연적이며 형이상학적이고 신격 본질이 있는 것으로 묘사한다. 과학계의 일원들로서 천문학자들은 그들의 개인적 신념과는 상관 없이 그들의 과학적 규약에 재현적 조건으로부터 경험적으로 파생되지 않은 설명을 사용할 수 없다.

## 역사적 분리

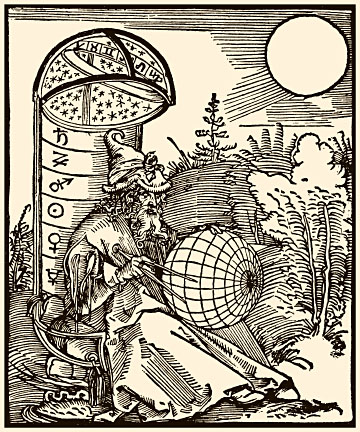
세상의 움직임의 과학(De scientia motus orbis)(이 판화가 찍힌 라틴어 번역본, 1504년)에 있는 마샬라를 묘사한 알브레히트 뒤러의 판화. 많은 중세 삽화들에서와 같이, 위의 컴퍼스는 창조물의 설계자로서의 신과 관계된 과학의 상징일뿐만 아니라 종교적인 상징이다.

점성술로부터 벌어들인 자금이 그로 인해 점성술에 사용하기 위한 천체력을 더 정확하게 만드는데 사용되는 천문학 연구를 지원했기 때문에, 점성술과 천문학은 매우 오랜 시간 동안 구별될 수 없었다. 중세 유럽에서 단어 Astronomia(천문학)은 종종 천문학과 점성술이 실재적 구별없이 공동으로 포함되는 것으로 두 분야 모두를 포괄하는데 사용되곤 했다. 이것은 일곱 자유과 가운데 하나이다. 왕들과 다른 통치자들은 일반적으로 그들의 왕정에 있어서 결정을 내리는데 도움을 주는 왕실 점성가를 고용했고, 그러므로, 천문학 연구에 자금을 댈 수 있었다. 의과 대학의 학생들은 점성술을 일반적으로 의술의 실천에 사용하는 것으로 배웠다.
점성술과 천문학은 17세기를 지나며 19세기에 이르는 과정을 통해 분리되었다. 코페르니쿠스는 (점성술에 관한 그의 업적은 이론에만 그쳤는데, 경험주의적 천문학은 물론) 점성술을 사용하지 않았지만, 튀코 브라헤와 요하네스 케플러 그리고 갈릴레오 갈릴레이와 같이 아이작 뉴턴 이전의 가장 저명한 천문학자들은 직업이 점성술사였다. 뉴턴이 가장 틀림없이 점성술을 거부했겠지만, (동시대의 크리스티안 하위헌스와 마찬가지로) 점성술에 흥미가 있었는지도 모른다. 그의 시대 이후, 계몽주의 시대에는 데카르트의 "기계론적" 우주론의 불어나는 인기에 힘입어 점성술에 대한 관심은 쇠퇴했다.
또한, 그 때와 관련해서 처음에는 항법의 보조 기구였던 보다 나은 시간기록 장치의 개발이 있었는데, 향상된 시간측정기는 검증될수 있다고 했으며 지속적으로 거짓임을 입증하는 더 정확한 점성술의 예언의 예언을 가능케 했다. 18세기 말, 천문학은 그 당시까지 성문화된 과학적 방법을 사용하는 계몽주의의 모범이 되는 주요 과학들 중 하나였으며, 점성술과는 전혀 별개였다.

## 같이 보기
- 소피아 센터
- 아스트롤라베에 대한 소고
- 출생 차트
- 판창감
- 천문학의 역사

## 추가 문헌
- Eade, J. C. (1984). 《The Forgotten Sky: A Guide to Astrology in English Literature.》. Oxford: Clarendon Press; New York: Oxford University Press.
- Losev, A. “'Astronomy' or 'astrology': a brief history of an apparent confusion”. Cornell University. 2013년 1월 24일에 확인함.
- North, John David (1988). 《Chaucer's Universe》. Oxford: Clarendon Press.